# الدار قلی‌اف
الدار قلی‌اف (ترکی آذربایجانی: Eldar Quliyev؛ ۱۸ ژانویه ۱۹۴۱ – ۱۶ آوریل ۲۰۲۱) کارگردان فیلم، فیلم‌نامه‌نویس و مدرس آذربایجانی بود.

## زندگی‌نامه
الدار قلی‌اف ۱۸ ژانویه سال ۱۹۴۱ در شهر باکو در جمهوری شوروی سوسیالیستی آذربایجان به دنیا آمد. وی فرزند توفیق قلی‌اف، آهنگ‌ساز و پیانونواز سرشناس آذربایجانی، بود. بین سال‌های ۱۹۶۰ تا ۱۹۶۶ در مؤسسه سینمایی گراسیموف تحصیل گرفت؛ جایی که از خود سرگئی گراسیموف، کارگردان و فیلمنامه‌نویس شناخته شده اهل شوروی آموزش دید.
در سال ۱۹۶۷ در مؤسسه «آذرفیلم» استخدام شد. در طول فعالیتش در این استودیوی فیلم، فیلم‌های تخیلی و مستندهای فراوانی را کارگردانی کرد. او همچنین استاد فیلم‌برداری در دانشگاه دولتی فرهنگ و هنر آذربایجان شد. سپس اولین فیلم کوتاه با کارگردانی الدار قلی‌اف با عنوان «یکی بود، یکی نبود» ساخته شد. پرآوازه‌ترین فیلم‌های او «بابک» و «نظامی» محسوب می‌شوند.
الدار قلی‌اف در ۱۶ آوریل سال ۲۰۲۱ در سن ۸۰ سالگی در باکو، پایتخت جمهوری آذربایجان، درگذشت.

## جایزه‌ها
- خادم هنر افتخاری آذربایجان شوروی - ۱۹۷۶
- جایزه دولتی آذربایجان شوروی - ۱۹۷۸
- نشان پرچم سرخ کار اتحاد جماهیر شوروی سوسیالیستی - ۱۹۸۰
- هنرمند مردمی آذربایجان شوروی - ۱۹۸۲[۲]
- نشان شهرت - ۲۰۰۱
- نشان شرف - ۲۰۱۱
- مدرک افتخاری رئیس‌جمهور آذربایجان - ۲۰۱۶
- جایزه بین‌المللی «چنار طلایی» - ۲۰۱۸
- نشان استقلال - ۲۰۲۱